# Allan Bo Andresen
Allan Bo Andresen (født 19. februar 1973 i Hammel) er en tidligere dansk cykelrytter. Han kørte blandt andet for Team Designa Køkken.
Andresen er storebror til Chris Anker Sørensen.